# Св. св. Константин и Елена (Мерджан)
„Св. св. Константин и Елена“ (на гръцки: Αγίων Κωνσταντίνου και Ελένης) е православна църква в сярското село Мерджан (Лигария), Егейска Македония, Гърция. Част е от Сярската и Нигритска епархия на Вселенската патриаршия. Църквата е енорийски храм на селото.
Църквата е построена в 1978 година. Осветена е на 15 февруари 1989 година от митрополит Максим Серски и Нигритски. Олтарното пространство, куполът и женската църква са изписани.
В енорията влизат и параклисът „Успение Богородично“ и гробищният храм и „Св. св. Константин и Елена“.